# Bernd Helmig
Bernd Helmig (* 28. Juni 1965 in Köln) ist ein deutscher Universitätsprofessor für Betriebswirtschaftslehre.

## Akademische Ausbildung
Bernd Helmig studierte an der Julius-Maximilians-Universität Würzburg und erhielt dort 1993 sein Diplom in Betriebswirtschaftslehre. Anschließend ging er an die Albert-Ludwigs-Universität Freiburg, wo er 1997 zum Dr. rer. pol. promoviert wurde und sich 2001 habilitierte.

## Beruflicher Werdegang
Von 2001 bis 2008 war Bernd Helmig Inhaber des Lehrstuhls für Nonprofit Management und Marketing an der Universität Freiburg (Schweiz), wo er von 2005 bis 2008 auch als Direktor des Verbandsmanagement Instituts – VMI fungierte. Verschiedene wissenschaftliche Forschungs- und Lehraufenthalte führten ihn an die Facultés universitaires Notre-Dame de la Paix (FUNDP) Namur (Belgien; 1998–1999), die University of Edinburgh (UK; 1999 und 2006) und die Harvard Business School (USA; 2002). Im Jahr 2006 erhielt Helmig einen Ruf an die Universität Hamburg auf einen Lehrstuhl für Public Management, dem er nicht folgte. 2007 erreichte ihn ein Ruf der Universität Mannheim, den er im folgenden Jahr annahm.
Seit 2008 ist Helmig Inhaber des Lehrstuhls für Allgemeine Betriebswirtschaftslehre, Public & Nonprofit Management an der Fakultät für Betriebswirtschaftslehre. Dort bekleidete Helmig von 2008 bis 2010 das Amt des Prodekans für Internationale Beziehungen und war von 2009 bis 2011 Akademischer Direktor für den Bereich Executive Education an der zur Organisation von Management-Weiterbildung gegründeten Mannheim Business School gGmbH. In 2012 erhielt Bernd Helmig einen Ruf an die Technische Universität München auf einen Lehrstuhl für Sport- und Gesundheitsmanagement, den er jedoch nicht annahm.

## Forschungsschwerpunkte
Der Forschungsschwerpunkt seines Lehrstuhls ist bezeichnet als „Gesellschaftsorientiertes Dienstleistungsmanagement in öffentlichen und Nonprofit-Organisationen“. Funktional gesehen, liegen die Arbeitsschwerpunkte von Helmig auf den Gebieten Strategisches Management, Personalmanagement, Organisation und marktorientierte Führung.

## Herausgebertätigkeit
Bernd Helmig ist unter anderem Mitglied in den Herausgebergremien folgender wissenschaftlicher Fachzeitschriften:
- European Management Journal (EMJ)
- Nonprofit Management & Leadership (NML)
- Nonprofit and Voluntary Sector Quarterly (NVSQ)
- Voluntas. International Journal of Voluntary and Nonprofit Organizations.[2]

## Schriften (Auszug)
- mit Silke Boenigk: Nonprofit-Management. 2. Auflage. Vahlen, München 2018, ISBN 978-3-8006-5179-5.
- mit Markus Gmür und Hans Lichtsteiner (Hrsg.): Der Dritte Sektor der Schweiz. Haupt, Bern 2010, ISBN 978-3-258-07571-6.
- Bernd Helmig (Hrsg.): Nonprofit-Organisationen und Märkte. Deutscher Universitätsverlag, Wiesbaden 2007, ISBN 978-3-8350-0551-8.
- Bernd Helmig: Ökonomischer Erfolg in öffentlichen Krankenhäusern (Habilitationsschrift). Berliner Wissenschaftsverlag, Berlin 2005, ISBN 978-3-8305-0842-7.
- mit Dieter K. Tscheulin: Gibt es ein branchenspezifisches Marketing? Betriebswirtschaftliches Seminar der Albert-Ludwigs-Universität, Freiburg 2000, ISBN 978-3-931416-27-0.
- Bernd Helmig: Variety-seeking-behavior im Konsumgüterbereich (Dissertation). Gabler, Wiesbaden 1997, ISBN 978-3-409-12830-8.